# Rosine Lewin
Pour les articles homonymes, voir Lewin.
Rosine Lewin, née à Anvers le 27 décembre 1920 et morte à Bruxelles le 10 juillet 2010, est une communiste belge. Elle a été rédactrice en chef du Drapeau rouge (le magazine du parti du BCP) et des Cahiers marxistes.  Elle est une féministe convaincue, active dans le débat sur l'avortement en Belgique et auteure de nombreux ouvrages et  publications sur des thèmes sociaux mais également sur l'histoire de la Belgique contemporaine . 

## Biographie
Rosine Lewin est née à Anvers le 27 décembre 1920 dans une famille d'immigrants juifs d'Europe de l'Est. 
Pendant la Seconde Guerre mondiale, elle est résistante, membre du Front de l'indépendance mais échappe à la déportation, contrairement à d'autres membres de sa famille. 
En 1941, elle rejoint le Parti communiste belge qui se construit dans la résistance à l'occupant : « Je demande mon adhésion au Parti communiste clandestin le 22 juin 1941, le jour même de la rupture du pacte germano-soviétique. Parce qu’à partir de là les choses sont claires »
Elle travaille un temps au ministère de la Reconstruction nationale, comme secrétaire de Jean Terfve, ministre communiste. Puis, lorsque le parti communiste quitte le gouvernement, elle devient membre permanente et travaille pour Edgar Lalmand, le secrétaire général du Parti communiste. Dans les années 1960, Rosine Lewin devient rédactrice en chef du Drapeau Rouge, le quotidien du parti communiste et des Cahiers marxistes, une revue fondée en 1969, avec le soutien de l'Université libre de Bruxelles,.  
Elle participe au développement d'une commission nationale des femmes au sein du parti communiste, est membre de son Comité central de 1966 à 1970 et du Bureau politique de 1979 à 1982. Rosine Lewin est, à plusieurs reprises candidates aux élections dans l'arrondissement de Bruxelles-Hal-Vilvorde sur les listes du parti communiste. 
Rosine Lewin est ouverte au monde chrétien. Comme Pierre Joye, elle estime que, pour réaliser la société socialiste, il faut rassembler les forces progressistes. Ils prônent un rapprochement avec les travailleurs chrétiens et l'expliquent dans leur ouvrage commun, publié en 1977, L'église et le mouvement ouvrier en Belgique. Elle est une amie du chanoine Pierre De Locht et a défilé avec lui et le Docteur Willy Peers pour la dépénalisation de l'avortement en Belgique. 
Elle prend ses distances avec l'URSS en 1968, après le printemps de Prague et, finalement, quitte le Parti communiste en 1994, après un demi-siècle comme militante et dirigeante : « Il y a des choses qui sont mortes en matière de communisme : un certain type de gestion de l’État (comme en URSS) où le pouvoir détient le triple monopole idéologique, politique, et économique. Cela est effondré et mort, et c’est très bien ainsi. Ce qui est mort aussi, je l’espère, c’est un marxisme vidé de sa substance et qui était devenu une religion d’État. Par contre, on appelle aussi parfois communisme, une aspiration à changer la société. [...] je ressens très fort cette aspiration que je veux soutenir dans la mesure de mes moyens. Il y a cette part d’espoir qu’a incarné le communisme et qui, elle, est bien vivante »
Après sa retraite, elle milite encore, notamment dans l'association Coordination gaz électricité eau (CGEE), fondée par le Mouvement ouvrier chrétien, qui se positionne contre l'ouverture à la concurrence du secteur de l'énergie et l’Association Femmes pour la paix, fondée en 1998.
Elle décède le 10 juillet 2010, à l'âge de 89 ans. Comme elle lègue son corps à la science, il n'y a pas d'inhumation mais ses amis lui rendent hommage le 11 décembre. Les Cahiers marxistes consacrent largement leur numéro de novembre-décembre 2010 à leur ancienne rédactrice en chef, et y publient un texte inédit de sa main Témoignage datant de 2003.
Avec elle disparaît un des derniers piliers du parti communiste belge, mais, pour beaucoup, elle reste le symbole d’un engagement pour des valeurs d’égalité qui ont conduit toute sa vie.

## Publications
- Rosine Lewin, Pierre Joye, Les trusts au Congo, Bruxelles, Société populaire d'éditions, 1961
- Rosine Lewin, Jules Gérard-Libois, La Belgique entre dans la guerre froide et l'Europe (1947-1953), Bruxelles, Politique et Histoire, 1992 (ISBN 2-87311-008-2)
- Rosine Lewin, Pierre Joye, Pour la droite des travailleurs: Eglise et mouvement ouvrier en Belgique, Louvain, Kritak, 1980 (ISBN 90-6303-050-9)
- Rosine Lewin, Pierre Blaise, Marie-Thérèse Coenen, Renée Dresse, La Belgique et ses immigrés : les politiques manquées, Bruxelles, De Boeck, 1997 (ISBN 280412553X)
- Rosine Lewin, Le parti communiste de Belgique (1921-1944), Cahiers marxistes, numéro hors série 1979

## Sources et Références
- (nl) Cet article est partiellement ou en totalité issu de l’article de Wikipédia en néerlandais intitulé « Rosine Lewin » (voir la liste des auteurs).

1. ↑  « Décès de Rosine Lewin, journaliste, féministe et communiste », sur RTBF Info, 13 juillet 2010 (consulté le 17 février 2021)
2. 1 2  « Pour un Autre Visage d'Église et de Société - chrétiens réformateurs dans l'Église catholique - articles », sur www.paves-reseau.be (consulté le 16 février 2021)
3. 1 2 3  (nl-BE) « Belgische communiste Rosine Lewin overleden », sur Het Nieuwsblad (consulté le 16 février 2021)
4. 1 2  Centre des archives communistes. Inventaire LEWIS, Rosine http://www.carcob.eu/IMG/pdf/lewin_rosine.pdf
5. 1 2 3 4  « Rosine Lewin, une vie de communiste » [archive], sur Politique, 6 septembre 2010 (consulté le 16 février 2021)
6. ↑  « Cahiers Marxistes », sur www.cahiers-marxistes.be (consulté le 16 février 2021)
7. ↑  Rosine Lewin, Pierre Joye, « L'Eglise et le mouvement ouvrier en Belgique », Revue belge de Philologie et d'Histoire Année 1977 55-2 pp. 714-715,‎ 1977 (Compte rendu https://www.persee.fr/doc/rbph_0035-0818_1977_num_55_2_5469_t1_0714_0000_2)
8. 1 2  « Rosine Lewin n'est plus | toudi », sur www.larevuetoudi.org (consulté le 16 février 2021)
9. ↑  « `Tout le monde ne profite pas de l'ouverture!´ », sur LaLibre.be, 11 mars 2002 (consulté le 16 février 2021)
10. ↑  Georges Raad, « D’où venons-nous | Femmes pour la paix » (consulté le 16 février 2021)
11. ↑  « Hommage à Rosine Lewin, journaliste et militante », sur artsrtlettres.ning.com (consulté le 16 février 2021)
12. ↑  « Rosine Lewin (1920-2010) - Congrès Marx international VI », sur www.cahiers-marxistes.be (consulté le 16 février 2021)